# Ismenos
Ismenos (Oudgrieks: Ἰσμηνός) is de naam van een rivier die in het oude Griekenland in Boeotië vloeide. De Ismenos ontsprong in het Kithairongebergte, stroomde door Thebe en mondde uit in het Hulikameer. Ismenos ook de naam van de bijhorende riviergod. De rivier waaraan hij zijn naam gaf, heette oorspronkelijk Ladon.

## Mythologie
In de Griekse mythologie zijn er twee figuren bekend onder de naam Ismenos.
- De ene figuur was de zoon van de riviergod Asopos en van Metope, de dochter van de riviergod Ladon. Zijn broer was Pelagos (volgens Diodoros) of Pelagon (volgens Apollodoros). Hij had volgens Diodoros twaalf zussen: Korkura, Salamis, Aigina, Peirene, Kleone, Thebe, Tanagra, Thespeia, Asopis, Sinope, Ornia en Chalkis. Volgens Apollodoros waren het er twintig. De bekendste onder hen was Aigina, die verleid werd door Zeus en Aiakos verwekte.

Diodorus Siculus meent dat hij het was die zijn naam aan de rivier gegeven heeft toen hij zich er ging vestigen.
- De andere figuur was de zoon van Zeus' zoon Amphion en van Niobe, de dochter van Tantalos en zus van Broteas en Pelops.[3] Deze Ismenos zou dus geen zoon zijn van Apollon, maar door Apollon gedood zijn na de snoeverij van zijn moeder. Volgens Peck werd hij inderdaad getroffen door Apollons pijlen, en zou hij dodelijk gewond in de Ladon gevallen zijn en zo zijn naam aan de rivier hebben gegeven.[4]

Aangezien er zich in de buurt van Thebe aan de oevers van de rivier Ismenos een bekend aan Apollon gewijd heiligdom bevond, wordt een verwijzing naar Ismenos soms als een verwijzing naar de meer bekende godheid opgevat.